# Mikael Spreitz
Mikael Spreitz (conosciuto anche come Micke Spreitz; 5 luglio 1964) è un attore e karateka svedese.
Esperto in varie arti marziali è stato campione svedese di karate. Dopo il titolo in Svezia, si trasferì in California per migliorare il suo Kickboxing con Benny "The Jet" Urquidez alla palestra Jet's Gym di Hollywood.
È stato guardia del corpo di artisti e celebrità tra i quali Oliver Stone, Prince, Grace Jones, Tommy Lee, Backstreet Boys, Westlife, Taylor Lautner, Vladimir Klitschko, George Foreman e il principe Leopoldo di Baviera.
Attore caratterista, noto per il suo fisico di 199 cm, nel 2009 è apparso in due dei film tratti dalla trilogia Millennium di Stieg Larsson, nel ruolo del killer Ronald Niederman. Ha in seguito recitato in altri film e ha fatto un'apparizione, come Ronald Niederman, in un episodio della trasmissione televisiva svedese Time Out. Nel 2011 ha partecipato come Tor il gladiatore nel programma della TV Svedese Gladiators; è stato inoltre protagonista di alcuni spot pubblicitari.

## Filmografia

### Cinema
- Sökarna (1993)
- Gangster (2007)
- La ragazza che giocava con il fuoco (Flickan som lekte med elden), regia di Daniel Alfredson (2009)
- La regina dei castelli di carta (Luftslottet som sprängdes), regia di Daniel Alfredson (2009)
- Åsa-Nisse - Wälkom to Knohult (2011)

### Televisione
- La tempesta (1998)
- Oskyldigt dömd (2008)
- Beck - Levande begravd (2009)
- Solsidan (2010)
- Millennium (2010)